# جوزف ساینس
جوزف ساینس (انگلیسی: Giuseppe Scienza؛ زادهٔ ۱۴ اکتبر ۱۹۶۶) بازیکن فوتبال اهل ایتالیا است.
از باشگاه‌هایی که در آن بازی کرده‌است می‌توان به باشگاه فوتبال رجینا، باشگاه فوتبال تورینو، باشگاه فوتبال فوجا، باشگاه فوتبال ارورا پرو پاتریا ۱۹۱۹، باشگاه فوتبال ونتزیا، باشگاه فوتبال پیاچنزا، باشگاه فوتبال کاتانیا، باشگاه فوتبال رجانا، و باشگاه فوتبال چزنا اشاره کرد.